# Stefan Horaczko
Stefan Horaczko (ur. 4 sierpnia 1782 w Michalewie k. Bobrujska, zm. 12 sierpnia 1852 w Garbasiu) – kapitan gwardii cesarza Napoleona I, kawaler Legii Honorowej, dzierżawca Dowspudy i właściciel Bakałarzewa.

## Życiorys
Urodził się 4 sierpnia 1782 w majątku rodzinnym Michalewo k. Bobrujska w rodzinie szlacheckiej jako syn Daniela i Jadwigi z Kuszlańskich.

### Wojny napoleońskie
W 1807 wstąpił do armii Księstwa Warszawskiego. Służbę rozpoczął w 1 Pułku Szwoleżerów Gwardii Cesarskiej. Odbył kampanie lat 1808–1814. Brał udział m.in. w bitwach pod Wagram, Lützen, Budziszynem, Dreznem, Lipskiem, Hanau, Brienne, Montmirail, Laon, Chateau-Thierry i Arcis-sur-Aube. Uczestniczył w wyprawie na Rosję. 24 lipca 1812 pod Połockiem został ranny w pierś od lancy.
14 kwietnia 1813 za zasługi wojenne został odznaczony Krzyżem Kawalerskim Legii Honorowej (nr 34863).
Od 1814 służył jako kapitan w 3 Pułku Eklererów Gwardii Cesarskiej. Przeprowadzał ostatnie w historii tego pułku działania wojenne (wysadzenie mostów) pod Vitry i Choisy-le-Roi w celu zabezpieczenia tyłów armii francuskiej. 1.5.1814 wraz z pułkiem powrócił do Polski.

### Powrót do Królestwa Polskiego
Po powrocie krótko służył w wojsku Królestwa Polskiego. Po złożeniu dymisji wiódł życie ziemianina. Został nadleśniczym w Bokszach (przed 1820), w Suwałkach z siedzibą w Żylinach (przed 1827), a następnie w Łomży (od 1834).
W 1834 wygrał rządowy przetarg na dzierżawę dóbr Dowspuda z przyległościami, stając się naddzierżawcą tych dóbr na 6 lat. Jeszcze w czasie dzierżawy, w 1836, Dowspudę otrzymał jako donację od władz państwowych gen. Nikołaj Sulima, dowódca Korpusu Syberyjskiego. Horaczko zakończył ostatecznie dzierżawienie Dowspudy w 1840, a kolejnym dzierżawcą został Benedykt Narbutt.
W 1840 Horaczko nabył leżące niedaleko od Dowspudy dobra Bakałarzewo, obejmujące oprócz miasta Bakałarzewa, majątek Garbaś, Siekierowo, jeziora Sumowo, Gacne, Długie i Głębokie, a także folwark Nowopole (Kamieńszczyzna). Został kolatorem kościoła katolickiego w Bakałarzewie.
Wzniósł kamienicę na Nowym Rynku w Suwałkach, która później stała się siedzibą Towarzystwa Kredytowego Ziemskiego.
W 1819 poślubił Salomeę Korwin-Kossakowską z Krzewia. Z pięciorga ich dzieci wieku dojrzałego dożyła jedynie córka Emilia, żona pochodzącego z Kurlandii Jana Stegmanna – późniejsi dziedzice Bakałarzewa. Synowie Stefana, Jan i Walery, zmarli młodo, a dwie najmłodsze córki, Ludwika i Lucyna, – w dzieciństwie.
Stefan Horaczko zmarł 12 sierpnia 1852 w swoim majątku w Garbasiu.

### Czarna legenda
W połowie XX w. na fali zainteresowania losami pałacu gen. Ludwika Paca Stefan Horaczko stał się niesłusznie bohaterem wciąż żywej czarnej legendy krążącej wokół dóbr dowspudzkich. Bezpodstawnie zarzucano mu niszczycielską działalność, mającą na celu doprowadzenie do ruiny pałacu Paca. Tymczasem Dowspuda już w wyniku działań wojennych związanych z powstaniem listopadowym została mocno zniszczona, a dalsza dewastacja była przede wszystkim konsekwencją konfiskaty dóbr w ramach represji popowstaniowych.

## Awanse
- 1.10.1807 – szwol. 7 komp.
- 16.11.1807 – bryg. 8 komp.
- 20.1.1808 – wachm.
- 11.6.1809 – wachm. st.
- 4.5.1811 – ppor.
- 17.7.1813 – por.
- 1.1.1814 – kpt. 3 p. eklererów gw.